# Carlo Agostini
Carlo Agostini, italijanski rimskokatoliški duhovnik, škof in kardinal, * 22. april 1888, San Martino di Lupari, † 28. december 1952, Benetke.

## Življenjepis
24. septembra 1910 je prejel duhovniško posvečenje.
30. januarja 1932 je bil imenovan za škofa Padove in 10. aprila istega leta je prejel škofovsko posvečenje. 5. februarja 1949 je postal patriarh Benetk.
Umrl je 28. decembra 1952 in 12. januarja 1953 je bil posmrtno povzdignjen v kardinala.